# Llegenda de l'origen troià dels vènets i dels venecians
La llegenda de l'origen troià dels vènets i dels venecians troba la seva font als escrits de diversos autors de l'Antiguitat. Dona als habitants del Vèneto un origen troià. Moltes ciutats del Vèneto haurien estat fundades per troians fugint de la destrucció de la seva ciutat. Aquesta llegenda experimenta a l'edat mitjana una evolució que permet introduir Venècia en aquesta història mítica. El troià Antènor (Άντήνωρ) té un paper decisiu en aquestes històries llegendàries. Prové del mite dels orígens troians dels pobles.

## Una llegenda que troba les seves fonts en els textos antics

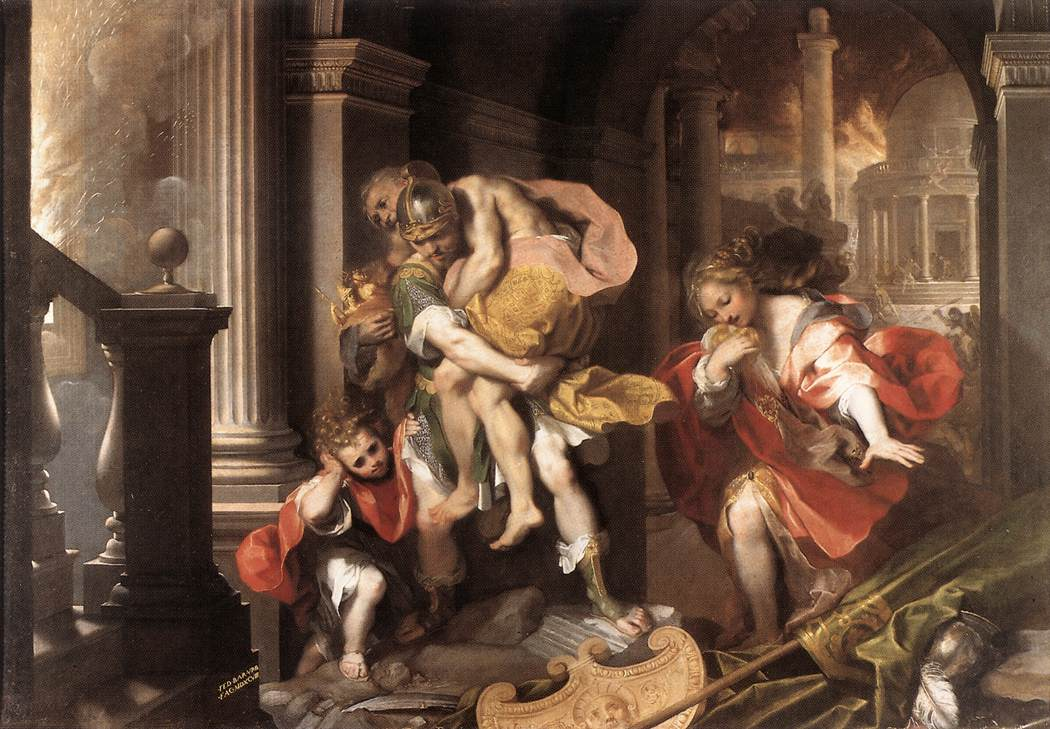
Enees fugint de Troia en flames, per Federico Barocci, 1598)

La llegenda de l'origen troià dels venecians té les seves arrels en la de l'origen troià dels vènets. Si la llegenda de l'origen troià dels romans és ben coneguda, els textos antics evoquen l'arribada de diversos grups de troians a Occident. Enees no és l'únic que ha visitat Itàlia. Així, antics escriptors esmenten l'arribada d'un grup de troians que, sota el lideratge d'Antènor, van trobar refugi a les terres del nord de la mar Adriàtica. Titus Livi escriu:
| « | Després de la captura de Troia, tots els seus habitants van ser víctimes d'abús, excepte Enees i Antènor. Això es pot explicar per les regles que regulen els antics llaços d'hospitalitat i perquè aquests dos troians sempre havien defensat la idea de tornar Helena per restaurar la pau. Per això els aqueus es van abstenir de qualsevol maltractament permès per les lleis de guerra. Després, Antènor va viure diverses aventures. Molts enets el van seguir; expulsats de Paflagònia per una revolució, buscaven un país nou, també un líder, perquè Pilemè, el seu general, havia desaparegut a Troia. Van arribar a l'Adriàtica. Després d'haver expulsat als Euganeus, establerts entre el mar i els Alps, els enets (eneti) i els troians van ocupar aquest territori. El lloc on van desembarcar es diu Troia. És per això que s'anomena Troia al territori, i venecians (veneti) a tots els seus habitants. | » |

Aquest extracte és un exemple entre d'altres d'una afirmació de l'origen troià de Venècia. Titus Livi era nascut a Patauium (Pàdua). Diversos testimonis antics presenten formalment el troià Antènor com el fundador de Pàdua. Cal citar Virgili i Tàcit. Altres escriptors antics com Justí, Cató el Vell, Solí o Estrabó fan dels troians d'Antènor els ancestres de tots els vènets de l'Adriàtica.

## Una llegenda reconstruïda a l'edat mitjana per integrar Venècia
La llegenda de l'origen troià dels venecians apareix en molts textos medievals. Entre els segles xi i xii, una obra anònima titulada Origo civitatum Italie seu Venetiarum és el primer text conegut que dona origen troià a Venècia. L'autor també cita Aquileia, Pàdua, Màntua, Verona, Altinum, Mòdena i Parma com a creacions dels troians supervivents.
A França, el tema de l'rigen troià de Venècia apareix en particular a Les Estoires de Venise, escrit entre el 1267 i 1275 per Martin da Canal. Per a aquest autor, tota la regió entre Milà i Hongria estava ocupada per troians vinguts de Troia, que hi van construir moltes ciutats. Tanmateix, Martin da Canal vincula la fundació de Venècia amb les incursions d'Àtila a la Itàlia del segle v. Fugint de la invasió dels huns i la destrucció de les seves ciutats, alguns habitants del Vèneto es van refugiar a la llacuna amb totes les seves propietats per fundar el 421 una nova ciutat: Venècia.
Però l'atracció exercida per la llegenda de l'origen troià de les ciutats del Vèneto es traduirà per la generalització de l'afirmació de l'origen troià de Venècia. Es pot, per exemple, citar una crònica de finals del segle xiii, anomenada Cronaca di Marco.

## Una narració que repeteix el patró clàssic de les llegendes d'origen troià
Segons aquesta crònica, alguns troians, que fugien de la destrucció de la seva ciutat, van arribar a una illa entre terra ferma i el mar. Van deliberar entre ells sobre la situació del lloc que, tot i que era poc acollidor oferia una gran llibertat d'instal·lació. Finalment van decidir establir-se i van introduir a l'illa el necessari per desenvolupar un assentament real.
Gràcies al reforç d'altres troians supervivents, sorgeix una ciutat. La por i la desconfiança encara habiten entre els habitants de la nova ciutat. Així, cada arribada d'un nou contingent de supervivents troians donava lloc a manifestacions d'alegria, tot i que barrejades amb llàgrimes, sospirs i lamentacions. De fet, la memòria del tràgic anihilament de la seva pàtria i de la cruel mort dels troians es revivia a cada escena de retrobament.
Reaccions similars van sorgir en particular amb l'arribada d'un prestigiós troià: Antènor. Després de la destrucció de Troia, havia vagat durant cinc llargs anys abans d'arribar a Venècia. No obstant això, Antènor va ser elegit com a rei per la comunitat troiana i la ciutat pren el nom d'Antènoride. L'afluència de població va ser tal que els troians van ocupar tot el Vèneto, on van fundar moltes ciutats. Igual que els romans amb Enees, els francs amb Franció, i els bretons amb Brutus, els venecians tindran el pare fundador troià i una llegenda que els donarà un origen gloriós i antic.

## Antènor, un heroi disputat i controvertit
No obstant això, el personalitat d'Antènor difereix de la d'altres fundadors d'origen troià.

### Un heroi disputat
L'afirmació que Antènor és el fundador de les ciutats del Vèneto es remunta a l'antiguitat. Però això no va impedir que alguns autors medievals el convertissin en l'heroi de la seva història. Així, Dudon de Saint-Quentin el converteix en l'avantpassat dels normands, mentre que Aimoin de Fleury, Sigibert de Gembloux, Joan de Courcy i Noël de Fribois el converteix en l'avantpassat dels francesos. Jacques Millet li dona una profunditat humana en el seu Mystère de la destruction de Troie. D'altra banda, tant per a Vincent de Beauvais com per a les Grans Cròniques de França, només és un dels barons que va abandonar Troia la Grant.

### Un heroi controvertit
Dos escriptors antics, Dares el Frigi i Dictus Cretenc, van completar la història d'Antènor. Es van imaginar el seu paper a la guerra de Troia de la qual va ser un dels poderosos. Mal vist per Príam, va voler protegir la seva persona i els seus béns i va trair la seva ciutat, permetent la introducció del cavall fatal a la ciutat. Quan es va prendre la ciutat, es va lliurar a Políxena i es va exiliar amb dotze mil troians. Antènor és, doncs, un heroi moralment objectable segons alguns antics escriptors. Aquesta mala reputació d'Antènor, afegida al fet que no està relacionada amb la família reial de Troia, impulsarà a més d'un autor francès medieval, com Jacques Millet, a convertir-lo en un avantpassat controvertit dels anglesos que, com a poble, mai han reivindicat una ascendència troiana (tot i que alguns escriptors propers a la monarquia anglesa d'origen francès s'han fet càrrec de la llegenda de l'origen troià dels bretons).

## Una llegenda a posar en perspectiva en el context de rivalitats urbanes d'Itàlia

### Venècia contra Roma

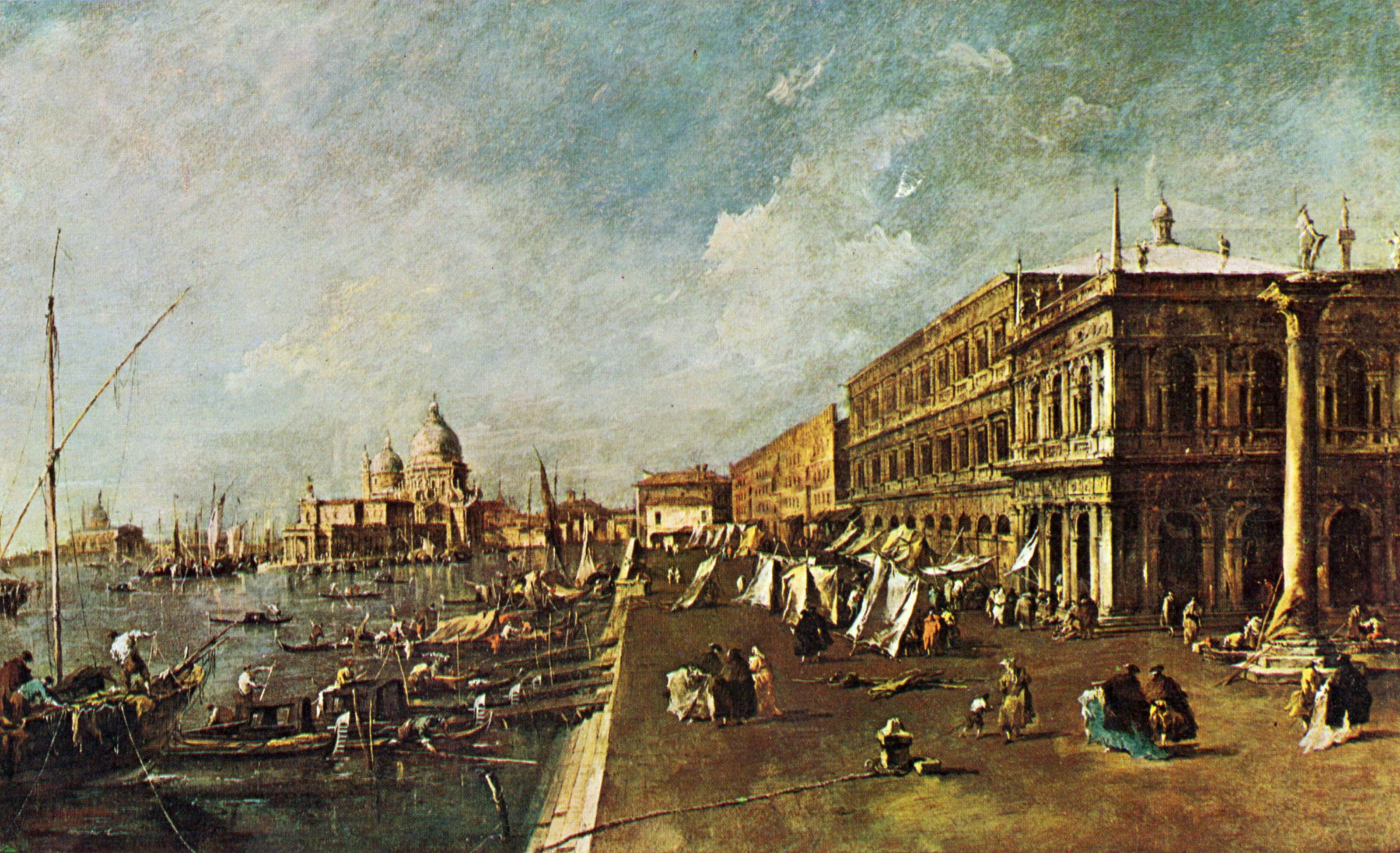
Venècia, per Francesco Guardi (1750-1760)

El cronista de la Cronaca di Marco introdueix en el seu relat l'arribada d'Enees a Cartago, la seva partida cap a Itàlia, després la fundació de Roma per Ròmul i Rem. Les seves intencions són evidents i no les amaga; es tracta de remarcar l'anterioritat de la fundació de Venècia en relació amb la de Roma. En el seu text, escriu explícitament: «I és per això que se sap que la primera construcció del Rialto va precedir la de la Ciutat de Roma». La creació troiana de la primera Venècia és anterior a la Ciutat Eterna, que serà fundada per Ròmul i Rem, que només són descendents llunyans d'Enees.

### Venècia contra Pàdua
El cronista de la Cronaca di Marco no esborra els textos antics, però redissenya la trama en benefici de la ciutat de Venècia. En la seva història, esmenta el fet que van arribar una gran quantitat de troians a Venècia, Antènor van fundar diverses ciutats anomenades Altinum i Patavia. En aquesta darrera ciutat, avui anomenada Pàdua, Antènor va morir. De fet, els paduans consideraven des de l'Antiguitat Antènor com el fundador de la seva ciutat. Segons Jacques Poucet, a finals del segle xiii (probablement el 1273), quan es van trobar els ossos d'un guerrer medieval a Pàdua (potser un hongarès del segle x), es va pensar que era Antènor i es va erigir, entre el 1284 i el 1285, un monument per acollir-los, anomenat Tomba di Antenore. L'epitafi del sarcòfag, degut probablement al poeta paduà Lovato dei Lovati, afirma: «Hic iacet Antenor Patavinus conditor urbis».
Però la Cronaca di Marco relativitza aquest fet. Els troians van fundar moltes ciutats a Vèneto, entre les quals Aquileia, Adria i Verona (anomenada així per una dona de Troia, Verona). La Cronaca di Marco reintrodueix l'antiga visió de les coses, però la recompon radicalment en benefici de Venècia, d'aquí la clara evolució de l'antiga llegenda de l'origen troià dels venecians. Segons la Cronaca di Marco Antènor no va ser el primer troià a instal·lar-se a la regió. A Venècia, on va desembarcar, havia estat precedit per altres troians, que havien construït la ciutat. Fins i tot a partir d'aquest últim es va irradiar la colonització troiana a la Venècia continental. Antènor va procedir a fundar diverses ciutats, primer Altino, després Pàdua, on va morir i va ser enterrat. El cronista no pot evitar dir que Antènor va fundar Pàdua perquè les fonts antigues ho van afirmar, però redueix la importància d'aquest esdeveniment. Pàdua és només una de les ciutats fundades per Antènor al Vèneto, i ni tan sols és la primera. Per l'autor de la crònica, Venècia, la gran potència marítima de la regió, no podia ser menys antiga que Pàdua, ciutat que abans va ser la seva rival i que finalment va dominar.